# Bicha de Balazote
La Bicha de Balazote o Esfinge de Balazote es una escultura ibera encontrada en el término municipal de Balazote, en la provincia de Albacete. La escultura fue donada por un vecino de la localidad de Balazote, Isidro López, a la Comisión Provincial de Monumentos Históricos y Artísticos de Albacete. En los archivos de esta comisión aparece ya citada como "bicha", por lo que podemos asumir que este fue su nombre inicial. Posiblemente este término tenga relación con su carácter extraño y único, y proceda de un vocablo popular. Ha sido datada entre el V a. C. y IV a. C. Se encuentra depositada en el Museo Arqueológico Nacional de España (situado en Madrid) desde 1910. Hay una réplica tallada en bronce en exposición en la plaza del Altozano de Albacete y otra en escayola en la exposición permanente en el Museo de Albacete.
Existen pocos datos sobre su hallazgo. En el registro de la Comisión Provincial de Monumentos Históricos y Artísticos de Albacete figura la fecha de entrega de la escultura, 28 de junio de 1879, pero no su ubicación. De manera general se sabe que fue encontrada en el paraje de los Majuelos, a escasa distancia del núcleo urbano. Excavaciones de urgencia en la vega de Balazote en los años 80 descubrieron un túmulo ibérico que permite situar tan singular pieza en el contexto de una necrópolis tumular a la que probablemente perteneció. Cerca del lugar también se rescataron importantes mosaicos de una villa romana.
Es una de las muestras escultóricas emblemáticas del arte íbero.

## Descripción
Realizada sobre dos bloques de piedra caliza hacia la segunda mitad del siglo VI a. C. sus dimensiones son de 93 cm de longitud y 73 cm de altura máxima, es una de las frecuentes síntesis entre animal y hombre, en este caso de cuerpo completo, y representa un toro en reposo que demuestra un buen conocimiento de las características del animal, con las patas delanteras recogidas bajo el pecho y las traseras dobladas hacia el vientre. Algunos detalles formales resaltan las pezuñas o la prominencia del hueso de la cadera. La cola se curva sobre el muslo izquierdo y termina en un mechón puntiagudo de pelo.

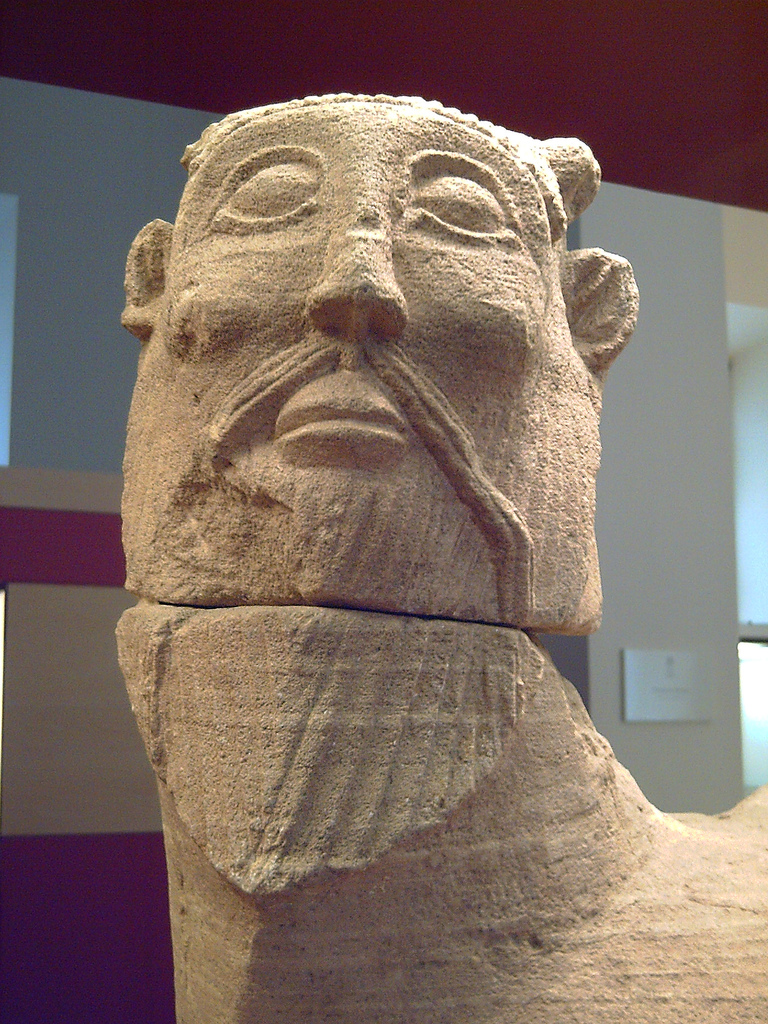
Cabeza.

Tiene una cabeza de hombre barbudo, vuelta al espectador y ligeramente alzada, con unos pequeños cuernos y orejas también de toro, con las particularidades de las esculturas griegas arcaicas: hierática, con barba y cabellera a base de surcos rectos y geometrizada, de raíces hititas.
No está totalmente tallada, el lado derecho de la pieza no lo está, por lo que parece ser un sillar de esquina y estar pensada para adherirla a algún lugar, de manera similar a los leones de Pozo Moro. Posiblemente fuera de carácter funerario y formase parte de la decoración de un templo. Puede cumplir una función de defensa o ser una representación de la fertilidad: los griegos usaban las estatuas de toros androcéfalos como representación de los ríos, como símbolo de la fecundidad del río fertilizando los campos, y se asociaba al toro, símbolo de fecundidad. En este sentido, la Bicha de Balazote sería un símbolo de la vida que se deseaba al difunto. 
Como el resto de la escultura ibérica, es anterior a la llegada de los bárcidas en el 238 a. C. La escultura representa al dios Aqueloo, divinidad de los ríos y la fertilidad. Este dios fue adaptado por la iconografía ibérica para representar un genio protector de la tumba o un ser híbrido del Más Allá, guía y consejero de las almas de los muertos.
Dentro del contexto arqueológico donde se encontró han aparecido otras figuras escultóricas zoomorfas como la Esfinge de Haches o las Esfinges gemelas de El Salobral.